# Gérard Roussel
Pour les articles homonymes, voir Roussel.
Gérard Roussel est un ecclésiastique français né à Vacquerie (Somme). Il fut membre du cénacle de Meaux qui préfigurait la Réforme protestante en France.

## Biographie
L'évêque de Meaux, Guillaume Briçonnet l'invita à prêcher dans son diocèse en 1521 et le fit chanoine. Gérard Roussel fit donc partie du cénacle de Meaux et fut un élève de Jacques Lefèvre d'Étaples, mais Guillaume Briçonnet le chassa en 1525 pour ses idées hétérodoxes. 
Protégé de Marguerite d'Angoulême, épouse d'Henri II d'Albret, dont il est l'aumônier et le confesseur, il est alors nommé abbé de Clairac en 1530, puis évêque d’Oloron où il introduit les idées protestantes. En 1550, il publia un Catéchisme que la Sorbonne condamna. Il a fait son testament daté du 7 juillet 1555. On ne connaît pas la date exacte de sa mort, mais Begnier de Sainte-Colombe est élu par le chapitre et paraît comme évêque d'Oloron le 24 août 1555. 
Il serait mort des suites de la chute de la chaire de l'église de Mauléon renversée par les fidèles hostiles à son prêche.